# Javier Ríos
Francisco Javier Ríos Fernández (Sabadell, Barcelona, 7 de diciembre de 1981) es un actor español.

## Biografía
Nació en Sabadell, aunque desde pequeño ha vivido en Gijón, donde estudió en el Colegio de la Asunción. Desde muy temprana edad, se apasionó por la interpretación: «Cuando iba a la sala Quiquilimón de pequeño siempre decía que quería ser una marioneta».
El actor catalán no tardaría mucho en ver cumplido su sueño infantil. Con 17 años, dejó de estudiar, hizo las maletas y se mudó a Madrid «para que me convirtieran en una marioneta, que es lo que somos en este negocio». Tras un periodo de formación, incluyendo 2 años en la compañía "La Barraca" de Alicia Hermida y Jaime Losada, Javier consiguió sus primeros papeles y sus apariciones en largometrajes de éxito.
Aunque fue su trabajo en una serie de televisión, Mis adorables vecinos, lo que le dio mayor popularidad. No obstante, la pequeña pantalla no es el hábitat donde el joven se siente más cómodo. «La televisión no me llama la atención. De hecho, creo que es un McDonald's del teatro», apuntó. Pese a ello, en los últimos años hemos podido verlo en varias series de TV: en el 2001 en Un hombre solo de Rai García, y posteriormente en Ana y los siete, la anteriormente nombrada Mis adorables vecinos y en Hospital Central. Ha participado en obras teatrales como El zoo de cristal dirigida por Francisco Sabando en el año 2000, El bufón del rey dirigida por. J. L. Matienzo en el 2001 y Perversidad sexual en Chicago de J. L. Losada en el 2002.
En el año 2000 comenzó su trayectoria en la gran pantalla de manos de José Luis Garci, en el filme You're the one. Al año siguiente, en el 2001 participó en el cortometraje La pipa de Raco del director Jaime Barjuan. En el 2003, se lanzó a la fama con el exitoso Noviembre de Achero Mañas, quien años más tarde le dirigiría en el anuncio televisivo de Coca-Cola. En el año 2004 lo pudimos ver en Rapados, de Román Parrado. Este año le hemos visto en cartelera con Días azules de Miguel Santesmases, formando parte del trío protagonista.
En una entrevista concedida a La Voz de Asturias, charlando sobre el posible salto a Hollywood, dijo que no es una cuestión que le preocupe; muestra más interés por los guiones que por la productora. De hecho, las figuras más aclamadas en el estrellato internacional tampoco le deslumbran.
Con un gran éxito, interpretó a uno de los malos en la serie El internado de Antena 3.
En el 2012 interpreta a Tito en la serie Imperium de Antena 3.
Dio el salto a la dirección en 2013 con Reset, un largometraje documental sobre la memoria histórica y la necesidad de cambio radical en la política española.
En 2018 rueda su segundo documental Return con el apadrinamiento de Achero Mañas y su productora Sunday Morning, Return es una cinta de denuncia y crítica al sistema, más global, centrada en la salud , la ecología y el feminismo.
En 2019 se incorpora a la serie Caronte junto a Roberto Álamo, mientras promociona su nuevo documental Return.

## Serie de televisión
| Año         | Serie                 | Canal     | Personaje                   | Notas        |
| ----------- | --------------------- | --------- | --------------------------- | ------------ |
| 2004        | Ana y los siete       | La 1      |                             | 1 episodio   |
| 2004 - 2005 | Mis adorables vecinos | Antena 3  | Christian                   | 17 episodios |
| 2005        | Hospital Central      | Telecinco | Pablo                       | 1 episodio   |
| 2008        | Cuenta atrás          | Cuatro    | Andrés Medina               | 1 episodio   |
| 2008        | El síndrome de Ulises | Antena 3  | Charly                      | 5 episodios  |
| 2009 - 2010 | El internado          | Antena 3  | Hugo Alonso / Daniel Alonso | 36 episodios |
| 2012        | Imperium              | Antena 3  | Tito                        | 7 episodios  |
| 2020        | Caronte               | Cuatro    | Edu                         | 4 episodios  |
| 2023        | 4 estrellas           | La 1      | Pablo Velarde               | 2 episodios  |

## Cine
| Año  | Película                                  | Personaje | Director                        | Notas        |
| ---- | ----------------------------------------- | --------- | ------------------------------- | ------------ |
| 2000 | You're the One (una historia de entonces) |           | José Luis Garci                 | Película     |
| 2002 | Hable con ella                            |           | Pedro Almodóvar                 |              |
| 2003 | Noviembre                                 | Juan      | Achero Mañas                    | Película     |
| 2002 | Hable con ella                            |           | Pedro Almodóvar                 |              |
| 2004 | Rapados                                   |           | Román Parrado                   | Película     |
| 2006 | Días azules                               | Carlos    | Miguel Santesmases              | Película     |
| 2007 | Casual Day                                | Ruy       | Max Lemcke                      | Película     |
| 2007 | Escuchando a Gabriel                      | Gabriel   | José Enrique March              | Película     |
| 2007 | Barlovento                                |           | Eduardo Casaña                  | Cortometraje |
| 2009 | Zombies & Cigarettes                      | Kendo     | Rafa Martínez y Iñaki San Román | Cortometraje |
| 2011 | Terapia                                   |           | Israel González                 | Película     |
| 2011 | Segundo Piso                              | Vecino    | Guillermo Florence              | Cortometraje |
| 2013 | Método inocente                           | Alberto   | Pedro Pérez Martí               | Cortometraje |
| 2013 | Patatas                                   |           | David Barreiro                  | Cortometraje |
| 2014 | Similo                                    | Ciro      | Miguel de Olaso                 | Cortometraje |
| 2015 | Los límites del cielo                     |           | Israel González                 | Película     |
| 2017 | Agostu                                    |           | Diego Llorente                  | Cortometraje |
| 2017 | Last Star                                 | Él        | Israel González                 | Cortometraje |
| 2020 | Click                                     | Ángel     | Luis Reneo                      | Cortometraje |